# Thelegdy család

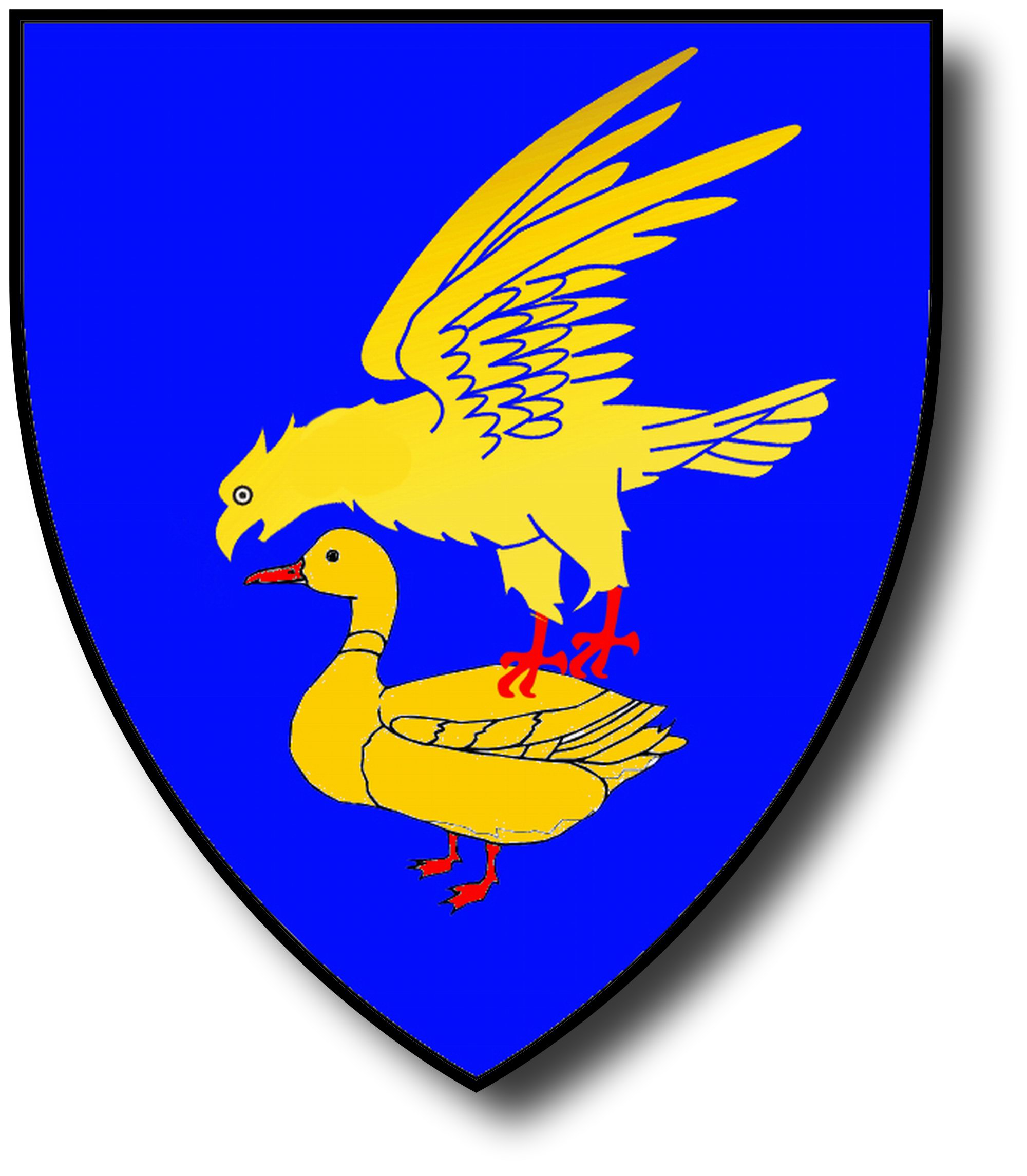

A Thelegdy család a Csanád nemzetségből származó Bihar vármegyei híres főúri család volt.
A krónikák szerint a nemzetség névadójának Csanád vezérnek a dédunokája volt Belenyk (Belényes) bán, kinek három fia: Nagy Fülöp, Kelemen bán és Waffa közül az idősebb fiától, Kelemenös (Kelemen) bántól - ki előbb aradi várispán volt - származott le a Thelegdy család.

## Története
Kelemen (Kelemenös) bán fia I. Pongrácz (1218-1256) volt, kinek fiai László és Tamás Telegd birtokosai voltak.
Ők tekinthetők a nemzetség Bihar megyei törzsének, mely köré a nemzetség Erdőháti birtokai csoportosultak. E birtokok a fennmaradt oklevelek szerint még a tatárjárás előtt kerültek a nemzetség birtokába.
- Tamás comes - a 13. század végén költözött Csanád vármegyéből Bihar vármegyei ősi birtokára Telegdre.

Négy fia volt: Lőrinc, Csanád, Miklós és Pongrác, valamint egy leánya, aki Vásáry Miklós vajda felesége lett.
- Lőrinc (1299) - fiai voltak I. János és II. Tamás (1336)

- I. János fiai II. János és II. Lőrinc (1374) voltak.
II. János - dédunokája volt II. István:
- II. István 1481-1498-ban erdélyi alvajda volt, aki 1493-ban a vöröstoronyi szorosban fényes győzelmet aratott a törökök felett. 1498-ban a király belső tanácsosa lett, majd 1501–1502-ben XII. Lajos francia királynál járt a magyar-lengyel-francia szövetség és II. Ulászló magyar királynak a francia király rokonával, Candale-i Annával való házasságkötése ügyében, mely alkalommal a francia király őt címerrel ki is tüntette. 1503-ban a lengyel király és a moldvai vajda vitájában bíráskodott, 1506-ban pedig Ulászlót képviselte a lengyel fejedelem koronázásán.
1509-ben kincstartó volt s nagy előrelátással ellenezte a keresztes hadak összetoborzását. Az országtanács e tiltakozás ellenére elrendelte a keresztes hadjáratot, melynek elfajulása után őt magát is szörnyű módon végezték ki Lippánál Dózsa hadai. A Szent István tiszteletére felújított díszes telegdi egyházában temették el. Leánya, Katalin, Báthory István erdélyi vajda felesége, Báthory Istvánnak, a jövendő lengyel királynak anyja volt.
II. Lőrinc - dédunokája volt II. Ferenc (1514), kinek fiai Miklós és Mihály voltak. II. Ferenc fiai közül Miklós a Szapolyai-házhoz csatlakozott s protestánssá lett és fanatikus üldözője a katolikus vallásnak. Mihály nevű fia hű maradt a Habsburgokhoz és atyái hitéhez. Mihály 1569-1571-ben a székelyek főkapitánya és udvarhelyi várkapitány volt. 1575-ben részt vett Békés Gáspár táborában a kerellőszentpáli csatában, a csatából elmenekült, de jószágait elszedték tőle. 1583-ban Szentmiklóson várat épített magának és 1588-ban bekövetkezett haláláig családjával itt lakott. Fia, János 1596-ban hősi halált halt a mezőkeresztesi ütközetben. 1653-ban Gáspár fia István nevű unokájában halt ki a Thelegdy-család.
- II. Tamás ága Péter és III. János nevű fiaiban kihalt.
- Csanád (1280 körül)

Csanád már kora ifjúságában váradi éneklő kanonok volt. 1306-ban olvasó kanonok, 1318-ban prépost, 1320-ban a királyi udvari kápolna és kancellária feje, 1321-ben pedig pápai káplán lett. Károly Róbert idejében a királyi család kedvelt híve volt. 1323-ban püspökké szentelték Temesváron. Mint diplomata vett részt a Lengyelország és német lovagrend közt felmerült vitás ügy tárgyalásában. Nagy Lajos idejében pedig mint az államtanács előkelő tagja a legfontosabb ügyekben a király tanácsadója volt és 1343-ban és 1347-ben I. Lajos király távolléte alatt kormányozta az országot. Ő építtette újból Esztergom várfalait, érseki palotát emelt, és újjáépíttette a szent Adalbert tiszteletére avatott székesegyházat és 1335-ben Telegdre Ferenc-rendieket telepített. 1349-ben halt meg.
- I. Miklós a katonai és polgári életben szerzett érdemeket.

1312-ben a rozgonyi csata egyik hőse és szebeni főispán volt.
1325-ben a fudi-vásárhelyi pálos kolostort alapította. 1337 előtt halt meg.
Három fia volt: I. István, I. György és II. Miklós.
E Miklós unokái közül II. Miklós fia IV. Miklós 1383-ban Mária királynő udvarmestere, Margit Rátóti Kaplai Benedek felesége, VI. János udvari vitéz volt, I. András pedig 1438-ban a kolozsmonostori táborban a parasztlázadás elnyomására egyesült sereg vezéri karában foglal helyet. Ez az ág VI. János fiában, II. Pálban 1478 után kihalt.
- II. Pongrác (1299) - két fia volt; III. Tamás és I. Kelemen.

Fiai:
- III. Tamás, esztergomi kanonok, később nagyprépost, 1350-ben csanádi püspök, 1358-ban kalocsai, 1367-ben esztergomi érsek volt. 1372-ben a nádorral együtt ő vitte hírül Zsigmond és Mária eljegyzésének ígéretét IV. Károly német-római császárnak; még 1375-ben is e házasságnak az akadályait háríthatta Brünnben, de ez év december 1-jén meghalt.
- I. Kelemen, a Csanád vármegyébe visszaköltözött zombori Telegdyek őse lett.
Leszármazottai közül két unokájában élt e vonal körülbelül egy századig:
János 1450-ben mint királyi kiküldött szerepel. Ennek unokája, Pál fia János 1469-ben török fogságba esett, 1484-ben András nevű fia Mátyás király kamarása volt; utóbbinak László nevű fia ez ágnak utolsó férfisarja.
Ferencnek, Kelemen másik unokájának az ága már tovább élt; fiai Miklós és László (1448) Rigómezőnél vitézkedtek.

## A család birtokai
A család Bihar megyei birtokai
- A 13. században 11 község:

- Bertény, Borostelek, Szakadát, Szabálcs, Pósalaka, Sonkolyos, Dubrics, Mezőtelki, Jenő, Battyán, Telkesd később még Pusztaújlak.
- Az 1552-es összeíráskor Miklós és Mihály közösen több mint húsz faluban egyenként 100-nál több portát bírtak:

- Gálos-Petri, Oroszi, Gyapju, Szabolcs, Telegd, Telki, Pósalaka, Magyarkakucs, Berthén, Dubrics, Szakadát, Zaránd és még több mint húsz faluban.
Ezenkívül János Andaházán hét, és Zsigmond özvegye Pósalakán, Telkesden egy-egy portát bírt.

## A Thelegdy család címere
A címer a telegdi egyházban a síremléken látható.
Leírása:
A vért udvarában ércsisak fölött két ölyv, vagy keselyű. Az egyik a hátán fekszik, a másik ennek mellén áll és szétterjesztett szárnyaikkal és csőreikkel vívnak. (Wagner dec. III. fig. 9)